# سرلنگا
سرلنگا، روستایی است از توابع بخش مرکزی شهرستان عباس آباد در استان مازندران ایران.

## جمعیت
این روستا در دهستان لنگارود شرقی قرار دارد و براساس سرشماری مرکز آمار ایران در سال ۱۳۹۵، جمعیت آن ۵۹۶ نفر (۱۹۴خانوار) بوده‌است. مردم سرلنگا از قومیت طبری هستند مردم سرلنگا به زبان طبری (مازندرانی) سخن می‌گویند.